# Esfera
En geometria, una esfera és la superfície formada per tots els punts que es troben a una mateixa distància (anomenada radi) d'un punt donat (anomenat centre) de l'espai.
El segment que uneix un punt de l'esfera amb el seu centre també rep el nom de radi.
Una recta que passa pel centre de l'esfera la talla en dos punts; el segment que determinen s'anomena diàmetre. Tots els diàmetres tenen la mateixa longitud. El diàmetre val el doble que el radi, i és la màxima distància entre dos punts de l'esfera.
En llenguatge comú també s'anomena esfera la regió sòlida limitada per una superfície esfèrica, tot i que el terme matemàtic per designar aquesta regió és bola. El nom de l'esfera prové del terme grec σφαῖρα, sfaîra, «bola».

## Equació
En un sistema de coordenades ortogonal i unitari, l'equació de l'esfera unitària centrada a l'origen de coordenades és {\displaystyle x^{2}+y^{2}+z^{2}=1}.
L'equació anterior s'obté considerant que un punt {\displaystyle (x,y,z)} és de l'esfera unitat si té mòdul unitari, és a dir, si {\displaystyle {\sqrt {x^{2}+y^{2}+z^{2}}}=1}, i elevant al quadrat a ambdós costats.
Més generalment l'esfera de radi {\displaystyle r} i centre {\displaystyle (x_{0},y_{0},z_{0})} té per equació {\displaystyle (x-x_{0})^{2}+(y-y_{0})^{2}+(z-z_{0})^{2}=r^{2}}. Anàlogament al cas anterior, aquesta equació s'obté de considerar que un punt és de l'esfera si la distància euclidiana entre el centre i el punt és exactament {\displaystyle r}.
El pla tangent al punt {\displaystyle (x',y',z')} té com a vector normal un múltiple del radi, com per exemple {\displaystyle (x'-x_{0},y'-y_{0},z'-z_{0})}, i imposant que el pla passa per {\displaystyle (x',y',z')} s'obté l'equació del pla tangent: {\displaystyle (x'-x_{0})(x'-x)+(y'-y_{0})(y'-y)+(z'-z_{0})(z'-z)=0}.
La parametrització clàssica de l'esfera de radi {\displaystyle r>0} i centre {\displaystyle (x_{0},y_{0},z_{0})} és {\displaystyle {\begin{aligned}x=&x_{0}+r\cos \theta \cos \varphi \\y=&y_{0}+r\cos \theta \sin \varphi \quad \quad \quad \theta \in [0,\pi ]),\ \varphi \in [0,2\pi )\\z=&z_{0}+r\sin \theta \\\end{aligned}}.}Observem que si fixem la variable {\displaystyle \theta } de la parametrització i fem variar {\displaystyle \varphi }, obtenim una parametrització dels paral·lels de l'esfera. Anàlogament, fixant {\displaystyle \varphi } i fent variar {\displaystyle \theta }, obtenim una parametrització dels meridians de l'esfera.

## Superfície i volum
La superfície d'una esfera de radi r és:  {\displaystyle \!S=4\pi r^{2}}
El volum d'una esfera de radi r és:  {\displaystyle V={\frac {4}{3}}\cdot \pi \cdot r^{3}}
Si es considera la superfície i el volum com funcions S(r) i V(r) del radi, llavors es nota que la superfície és la funció derivada del volum. Aquest fet no és casualitat, ja que es pot descompondre el volum en capes de gruix arbitràriament petit dr (diferencial de r), i els volums d'aquestes capes s'aproximen a S(r)·dr quan dr tendeix a 0. Sumant els volums infinitesimals de totes aquestes capes (en quantitat infinita) quan el radi r varia de zero a R dona per definició la integral següent: {\displaystyle V(R)=\int _{0}^{R}S(r)dr}

## Zona i segment esfèrics
Una zona esfèrica és la part de la superfície esfèrica delimitada per dos plans paral·lels que tallen l'esfera, formant dos cercles anomenats bases. L'àrea de la zona esfèrica, d'una esfera de radi r, delimitada per dues bases separades per una altura h és:
```
A = 2 · π · r · h
```

Un segment esfèric és el sòlid delimitat per una zona esfèrica i els dos plans paral·lels que el delimiten. El volum del segment esfèric, d'una esfera de radi r, delimitat per dues bases, de radis a i b respectivament, separades per una altura h és: 
```
V = 1/6 · π · h · (h² + 3·a² + 3·b²)
```

Com a cas especial de zona esfèrica, un casquet esfèric és una zona esfèrica delimitada per un sol pla que talla l'esfera (un dels dos plans anteriors seria tangent, o amb una base de radi 0). En aquest cas, l'àrea del casquet es calcula com per a un segment de dos bases, i el volum del casquet seria simplement:
```
V = 1/6 · π · h · (h² + 3·a²)
```

Un hemisferi és un casquet esfèric delimitat per un sol pla que passa per un cercle màxim de l'esfera.

## Fus i tascó esfèrics
Un fus esfèric o lúnula és una de les dues parts (oposades i simètriques) de la superfície esfèrica delimitada per dos cercles màxims que es tallen. L'àrea d'un fus esfèric, d'una esfera de radi r, amb una longitud angular de θ (l'angle de tall dels cercles màxims, en radians) és:
```
A = 2 · r² · θ
```

Un tascó esfèric o cuny és el sòlid delimitat per un fus esfèric, i els dos plans que el delimiten, que es tallen a l'eix de l'esfera. El volum d'un cuny esfèric, d'una esfera de radi r, amb una longitud angular de θ (en radians) és:
```
V = 2/3 · r
3
 · θ
```

## Triangle esfèric
Un triangle esfèric és una part de la superfície esfèrica delimitada per tres cercles màxims que es tallen. L'àrea d'un triangle esfèric, d'una esfera de radi r, amb angles L, M i N (mesurats en radians) és:
```
A = r² · (L + M + N - π)
```

La magnitud (L + M + N - pi) s'anomena excés esfèric, i és l'excés sobre pi de la suma dels tres angles del triangle esfèric (els tres angles d'un triangle sobre el pla euclidià sumen sempre pi; en canvi, els tres angles d'un triangle esfèric sumen sempre més gran que pi).

## Sector esfèric
Un sector esfèric és el sòlid limitat per una superfície cònica que té el vèrtex en el centre d'una esfera, i la superfície de l'esfera. Si S és l'àrea de la part d'esfera que el limita i r n'és el radi, el volum del sector val rS/3.

## Moments d'inèrcia
- Esfera buida de radi «r» i massa «m». {\displaystyle I={\frac {2}{3}}mr^{2}\,\!}  [13]
- Esfera sòlida. {\displaystyle I={\frac {2}{5}}mr^{2}\,\!}

## Obres amb contingut sobre l'esfera

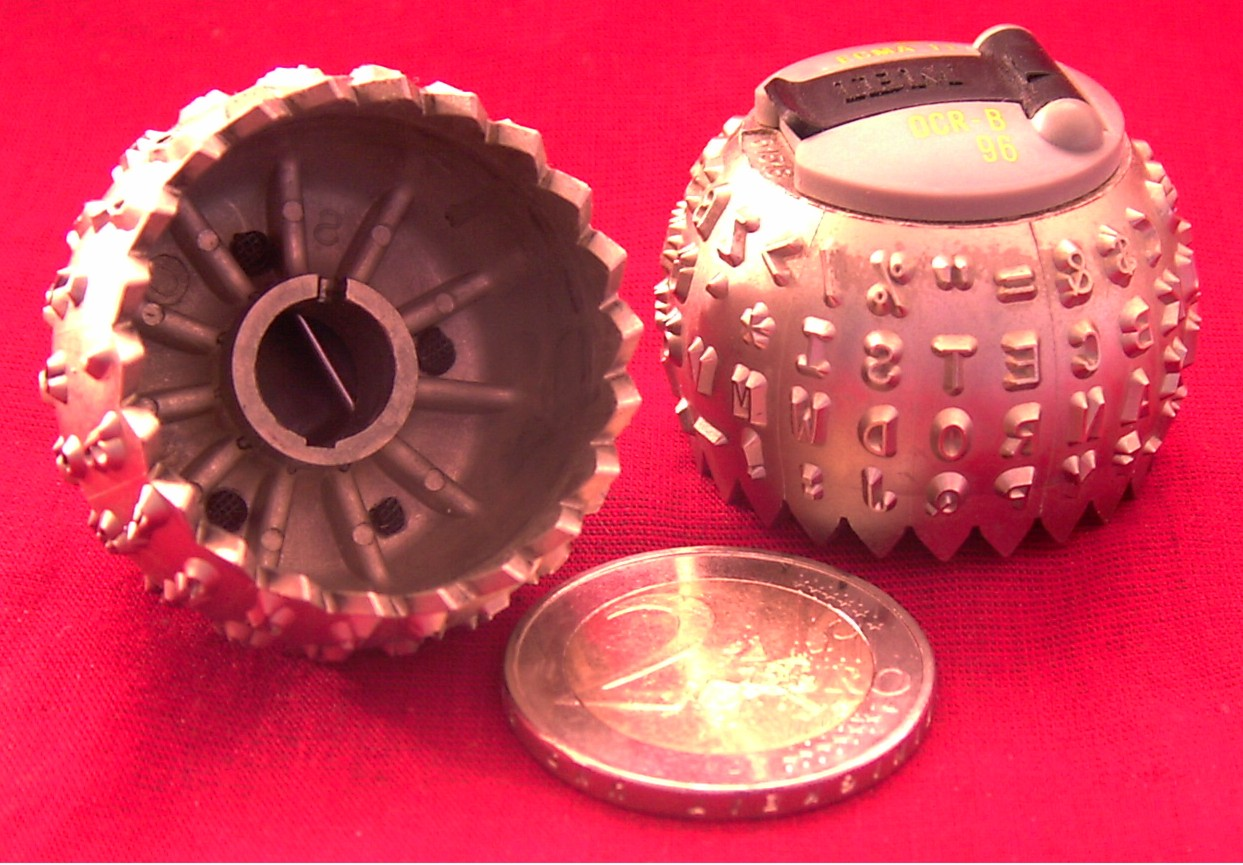
Boles de tipus IBM, cadascuna amb el seu joc de caràcters.

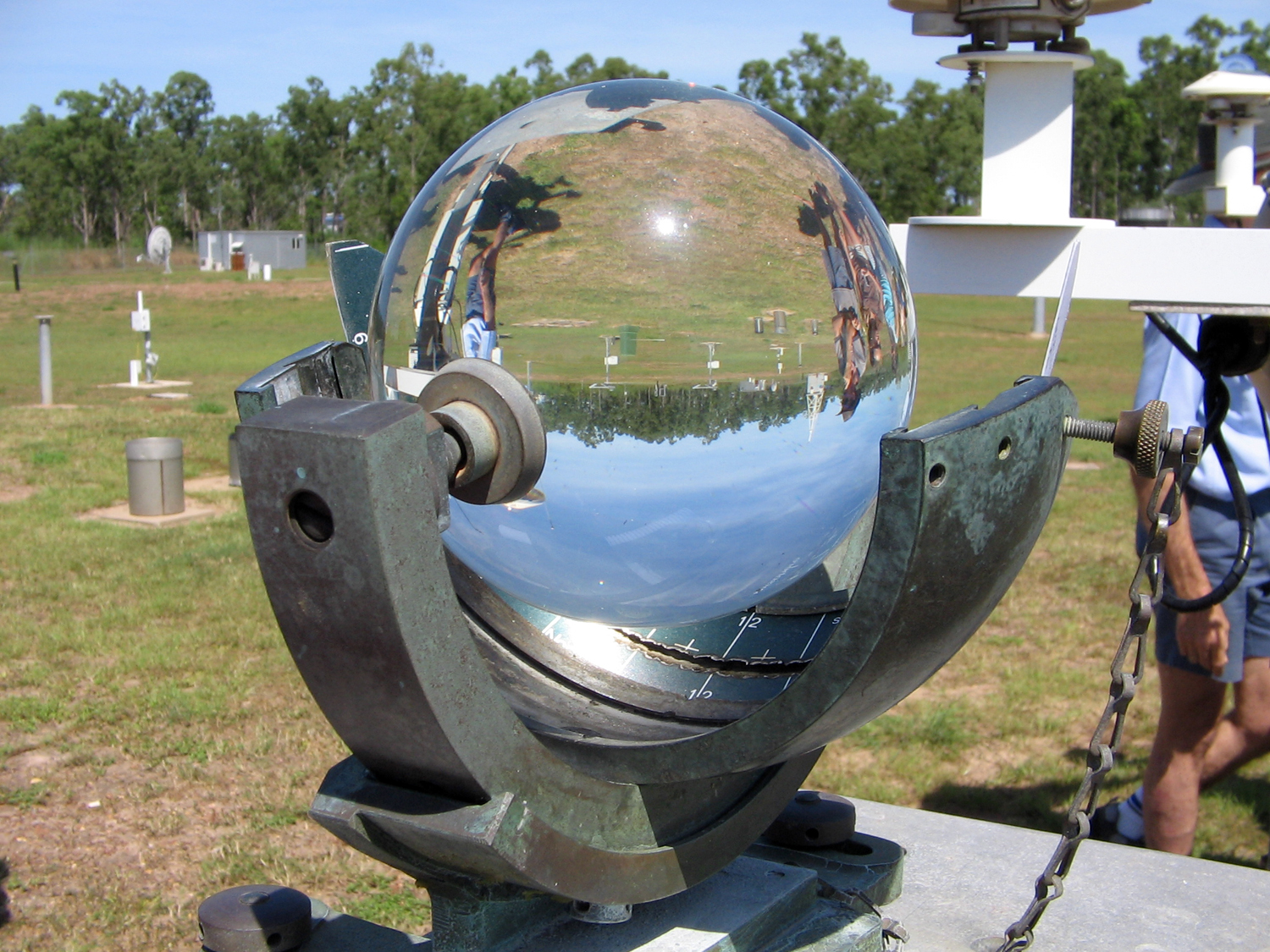
Heliògraf Campbell–Stokes usat en una regió tropical.

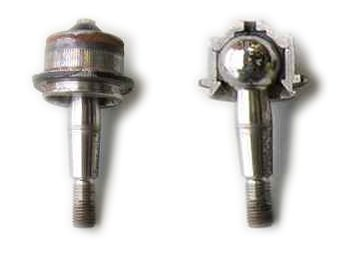
Ròtula típica i vista de l'interior

Les propietats de la superfície esfèrica i de la bola han estat objecte de diversos estudis teòrics i de nombroses aplicacions. La bola de cristall per a endevinar el futur ja és documentada des del segle v aC però l'expressió «no tenim bola de cristal» serveix sobretot com a metafora per indicar que no sabem predir el futur.
- c220aC. Arquimedes. De l'esfera i el cilindre.[17]

- c1320. De Sphaera mundi (De l'esfera del món, també anomenat Tractatus de Sphaera o simplement De Sphaera)[18] és una obra medieval escrita per Johannes de Sacrobosco devers l'any 1230 que introdueix els elements bàsics de l'astronomia. Inspirat en gran manera en l'Almagest  de Claudi Ptolemeu i afegint idees de l'astronomia àrab, va ser una de les obres sobre astronomia més influents a Europa abans de Nicolau Copèrnic. La primera edició impresa va aparèixer el 1472 a Ferrara,[19] i se'n van fer nombroses edicions i traduccions en els dos segles següents.

- 1490. El primer globus terraqüi, anomenat «Globus Terraqüi de Nürnberg», va ser fabricat durant els anys 1490 i 1492 pel cartògraf alemany Martin Behaim.[20]

- c.1500. Rodament de boles de Leonardo da Vinci.[21]

- c1502. Jaume Ferrer de Blanes.[22][23]

| « | ...Y porque la carta de navegar no sierve del todo, ni abasta en la demostración mathemática de la regla susodicha, es menester una forma mundi en figura spérica y en dos emisperios, conpartida por sus líneas y grados, y el situ272 de la tierra, islas y mar; cada cosa puesta en su lugar. La qual figura mundi, yo dexo junto con estos capítulos de mi intensión y parescer porque más claramente sea vista la verdad. Y digo que, por entender la regla y plática susodicha, és menester que sea cosmógrapho, arismético y marinero, o saber su arte. Y quien estas tres sciencias juntas no havrá, es inpossible la pueda entender; ni tanpoco por otra forma ni regla, si pericia de las dichas tres sciencias no terná ... | » |
| — Jaume Ferrer de Blanes. Lo vot y parer de mossèn Jaume Ferrer acerca la capitulació feta entre los molt Cathòlichs Reys y lo rey de Portugal, en què se demostra quant ere lo auctor gran cosmògraph y mirablament pràtich en la mar. | |   |

- 1611. Explicació de l'arc de sant Martí (a partir de les esferes d'aigua de la pluja). Aquest fenomen òptic cridà l'atenció dels humans des de l'antiguitat, que van donar-li les més diverses interpretacions. Només al 1611 es formula la teoria elemental (Antonius Demini), la qual serví de base a René Descartes per a les seves conclusions. Isaac Newton aportaria les seves troballes sobre la descomposició en colors de la llum blanca del Sol que atribuí a Marc Antoni de Dominis en la seva obra Tractatus de radiis visus et lucis in vitris, perspectivis et iride (1611).[24] Thomas Young en formulà ja la teoria completa.[25]

- c1620. Antonie van Leeuwenhoek. Microscopis simples. Alguns amb lents esfèriques.[26]

- 1853. Heliògraf Campbell–Stokes. Basat en una esfera de vidre.[27][28]

- 1876. El billar es basa en boles de gran precisió.Nouveau traité complet du jeu de billard.[29]

- 1892. A Treatise on the Mathematical Theory of Elasticity: Vibracions i modes de vibració d'una superfície esfèrica.[30]

- 1931. Bolígraf.[31]

- 1936. Junta Rzeppa. Amb sis boles.[32]

- 1961. Màquina d'escriure IBM Selectric. Anomenada "de bola".[33]

- 2004. Miralls esfèrics.[34]

- 2013. Ictineu 3.[35]

- 2017. Space360 Spherical Projection Theater.[36]